# Zakrînîcicea, Baranivka
Zakrînîcicea (în ucraineană Закриниччя) este un sat în comuna Mokre din raionul Baranivka, regiunea Jîtomîr, Ucraina.

## Demografie
Componența lingvistică a localității Zakrînîcicea
     Ucraineană (97,74%)
     Rusă (2,26%)
Conform recensământului din 2001, majoritatea populației localității Zakrînîcicea era vorbitoare de ucraineană (97,74%), existând în minoritate și vorbitori de rusă (2,26%).